# Bitwa pod Baia

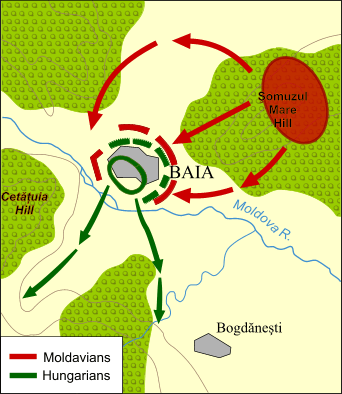
Plan bitwy pod Baia

Bitwa pod Baia – bitwa stoczona w nocy z 14 na 15 grudnia 1467 roku pod Baia, pomiędzy siłami hospodara mołdawskiego Stefana Wielkiego i króla węgierskiego Macieja Korwina, zakończona zwycięstwem Mołdawian.
Do bitwy doszło podczas najazdu Macieja Korwina na państwo mołdawskie. Powodem ataku była chęć ponownego podporządkowania Mołdawii koronie węgierskiej, zwłaszcza wobec odebrania przez Stefana Węgrom ważnego portu czarnomorskiego Kilii w 1465 roku, a także jego ataku na Siedmiogród w 1461 roku (gdzie schronił się jego rywal do korony Piotr Aron, wygnany w 1457 roku).
Król Maciej przekroczył Karpaty i wkroczył na tereny Mołdawii w listopadzie 1467 roku. Zmierzał w kierunku Suczawy i palił kolejne miasta (m.in. Baków i Roman). Zatrzymał się w jednym z głównych miast Mołdawii, Baia, licząc na wsparcie tutejszego mieszczaństwa, głównie pochodzenia niemieckiego, związanego z Węgrami kontaktami handlowymi. Miał też nadzieję na trwałą pamięć o przywilejach jakie korona węgierska przyznała miastu za czasów zwierzchnictwa nad Mołdawią. Baia była poza tym ośrodkiem katolicyzmu w prawosławnej na ogół Mołdawii, tu miało siedzibę katolickie biskupstwo.
Siły Stefana Wielkiego początkowo wycofywały się przed wielką armią króla węgierskiego. Dopiero po zatrzymaniu się Macieja w Baia Stefan zaatakował go. W nocy z 14 na 15 grudnia 1467 roku jego siły uderzyły na miasto, zaskakując Węgrów. Wojska Macieja Korwina zostały rozbite, a sam król, ranny, z trudem przedostał się lasami z powrotem do Siedmiogrodu.
Po tym ataku Mołdawianie podjęli kilka kolejnych wypraw na Siedmiogród, podczas których wpadł w ich ręce i został stracony Piotr Aron.
Było to pierwsze wielkie zwycięstwo Stefana. Powstrzymało ono na kilkadziesiąt lat węgierskie zapędy podporządkowania sobie Mołdawii. W dziękczynieniu za sukces hospodar Stefan Wielki ufundował w Baia cerkiew zwaną "białą".